# Astelia hemichrysa
Pour les articles homonymes, voir Ananas (homonymie).
Espèce
Classification APG III (2009)
L’ananas marron (Astelia hemichrysa) est une espèce de plante de la famille des Asteliacées. Elle est endémique de l'île de La Réunion, département d'outre-mer français dans l'océan Indien.